# جواز سفر سلوفيني
تصدر جوازات السفر السلوفينية لمواطني سلوفينيا لتسهيل السفر الدولي. كل مواطن سلوفيني هو أيضا مواطن في الاتحاد الأوروبي. جواز السفر، بالإضافة إلى بطاقة الهوية الوطنية يسمح بحرية التنقل والإقامة في أي من دول الاتحاد الأوروبي والمنطقة الاقتصادية الأوروبية.
اعتبارًا من 13 أبريل 2021 كان المواطنون السلوفينيون يتمتعون بإمكانية دخول 182 دولة وإقليم بدون تأشيرة أو تأشيرة عند الوصول، مما جعل جواز السفر السلوفيني يحتل المرتبة 11 بشكل عام من حيث حرية السفر والأعلى بين الدول اليوغوسلافية السابقة وفقًا مؤشر هينلي لجوازات السفر. يمكن للمواطنين السلوفيني العيش والعمل في أي دولة من دول الاتحاد الأوروبي بسبب بند حرية الحركة والإقامة الصادر في المادة رقم 21 من معاهدة الاتحاد الأوروبي.
بطاقة الهوية الشخصية السلوفينية هي أيضا صالحة ان يسافر بها المواطنون إلى الجمهوريات اليوغوسلافية السابقة: البوسنة والهرسك ومقدونيا والجبل الأسود وصربيا وكوسوفو.

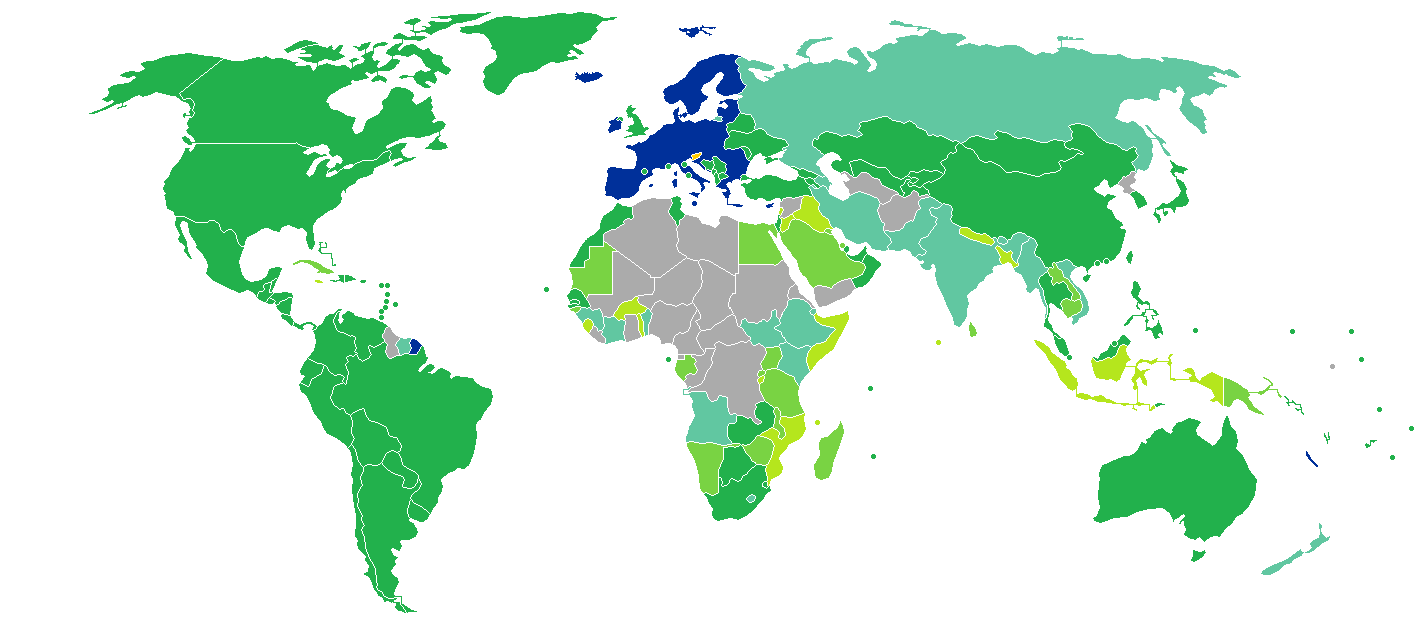
البلدان والأقاليم التي لا تفرض تأشيرة أو تطلب تأشيرة دخول عند الوصول للجهة، لحاملي جوازات السفر السلوفينية العادية.

## روابط خارجية
- Brochure of Slovenian biometric passport (pdf file)